# Foxtrot - La danza del destino
Foxtrot - La danza del destino (Foxtrot) è un film del 2017 diretto da Samuel Maoz.
Ha vinto il Leone d'argento - Gran premio della giuria alla 74ª Mostra internazionale d'arte cinematografica di Venezia. Il film è stato selezionato per rappresentare Israele ai premi Oscar 2018 nella categoria Oscar al miglior film in lingua straniera.

## Trama
Film diviso in tre atti. Nel primo atto tre Ufficiali comunicano la morte del figlio soldato a una coppia di coniugi. La notizia avrà conseguenze disastrose, anche perché poco dopo altri tre ufficiali comunicano a loro volta ai due coniugi che in realtà si è trattato di un errore di comunicazione in quanto trattasi di un caso di omonimia... Gioia e allo stesso tempo stupore assalgono padre e madre del ragazzo dopo aver appreso la nuova notizia. A questo punto il padre vuole vederci chiaro e chiede ai tre ufficiali che il figlio venga fatto rientrare immediatamente a casa, per appurare la verità. Nel secondo atto la scena si sposta sul surreale luogo di appostamento in cui si trova il figlio soldato insieme ad altri tre "colleghi" incaricati di sorvegliare una linea di confine. Si assiste ad un assurdo e tragico episodio, in cui i quattro soldati per sbaglio uccidono due coppie di ragazzi all'interno di una macchina, episodio che poi viene coperto e segretato. Infine nel terzo atto del film si torna a casa dei due coniugi disperati e distrutti dal dolore, in quanto si scoprirà proprio alla fine del film che il proprio figlio è morto davvero sulla strada del suo rientro a casa stabilito dal comandante, per un incredibile e beffardo destino a seguito di un banale incidente con la macchina che lo stava riportando a casa, per cui il film finisce proprio con la scena dell'incidente.

## Distribuzione
La pellicola è uscita nelle sale cinematografiche italiane il 22 marzo 2018.

## Riconoscimenti
- 2017 - Mostra internazionale d'arte cinematografica di Venezia
  - Leone d'argento - Gran premio della giuria
  - Premio Arca CinemaGiovani
  - Premio SIGNIS
  - In competizione per il Leone d'oro al miglior film
- 2017 - Israeli Academy Award
  - Miglior film
  - Miglior regista a Samuel Maoz
  - Miglior attore a Lior Ashkenazi
  - Miglior fotografia a Giora Bejach
  - Miglior montaggio a Arik Leibovitch
  - Miglior scenografia a Arad Sawat
  - Migliori musiche a Amit Poznansky e Ophir Leibovitch
  - Miglior suono a Alex Claude
  - Candidatura per la miglior sceneggiatura a Samuel Maoz
  - Candidatura per la miglior attrice non protagonista a Shira Haas
  - Candidatura per il miglior casting a Chamutal Zerem
  - Candidatura per i migliori costumi a Laura Sheim
  - Candidatura per il miglior trucco a Orly Ronen
- 2017 - National Board of Review Awards[3]
  - Migliori cinque film stranieri
- 2017 - Satellite Award
  - Candidatura per il miglior film straniero